# Monster High 2.
A Monster High 2. 2023-as amerikai–kanadai zenés fantasyfilm, amelyet Todd Holland rendezett, a Monster High franchise alapján. A főbb szerepekben Miia Harris, Ceci Balagot, Nayah Damasen, Case Walker és Jy Prishkulnik látható.
Amerikában 2023. október 5-én mutatta be a Nickelodeon és a Paramount+. Magyarországon 2024. május 19-én mutatta be a Nickelodeon.

## Cselekmény
Clawdeen Wolf immár híres szörnyeteg, mert megmentette a Monster High-t Edward "Eddy" Hyde Jr-tól. Frankie Steinnel együtt érkezik Drakulaura iskolába visszatérő bulijára. Az első napon megjelenik a vérmacska Toralei Stripe, aki egy évig külföldön tanult Scarisban. Az iskolában ellenzi a félszörnyeket és a boszorkányságot is, és megmutatja a jobb karján lévő sebhelyeket, amelyeket Scarisban szerzett miután megtámadták őt a boszorkányok. Clawdeen szembeszáll Toraleivel, de az csak vigyorog és elmegy.
Clawdeen, Draculaura és Frankie az iskola előtt vannak, amikor egy csapat szörnyeteg Demi Boovais vezetésével megközelíti Clawdeent. Demi elmondja neki, hogy ő is félig szörny. Miközben Drakulaura és Frankie az osztályba sétálnak, egy másik új diák összefut Drakulaurával. Ellis néven mutatkozik be, aki szintén vámpír, mint ő. Úgy tűnik, kölcsönösen érdeklődnek egymás iránt.
A gyűlésen az iskola üdvözli az új diákokat, és Vércse igazgatónő bejelenti, hogy Clawdeen és Toralei a két prefektusjelölt. Clawdeen az anyja, Selena nyomdokaiba lépve szeretné megszerezni a posztot, és szeretné elérni, hogy a boszorkányság és a fél-emberek továbbra is engedélyezettek legyenek a Monster High-ban. Aznap este Draculaura az udvaron gyakorolja a varázslatot, amikor Ellis meglátja, és azt mondja neki, hogy ne titkolja. Ő is gyakorolja a boszorkányságot, ezért is jött az iskolába.
Később Clawdeen kettesben marad Frankie-vel, és elmondja neki, hogy milyen stressz éri, amiért Cleo kérdésekkel zaklatja őt a prefektusjelöltséggel kapcsolatban, amikor hirtelen boszorkányok jelennek meg a teremben, amikor Draculaura megérkezik. A lány elijeszti őket a szuper vérfarkas üvöltésével. Ezután Vércse irodájában Clawdeen, Frankie és Drakulaura elmondják neki, mi történt a szobájukban. Toralei és barátai megérkeznek, és elmondják neki, hogy biztosan azért jöttek, mert Drakulaura magához vonzotta a boszorkányokat. Clawdeen és barátai szembesítik Toraleit, hogy tisztázzák, hogy Draculaura ártatlan, de Vércse bejelenti, hogy az egész iskolára kiterjedő tilalmat rendel el minden boszorkányságra.
Ellis embernek adja ki magát Drakulaura előtt, és meggyőzi, hogy menjen vele anyjához, Zamarához, a salemi boszorkányszövetség vezetőjéhez, hogy esetleg segítsen véget vetni a vámpírok közötti évszázados viszálynak. Clawdeen elindul Seattle-ben, hogy megkeresse Draculaurát. Heath, Deuce és Frankie vele tart, hogy segítsen neki visszahozni.
Draculaura találkozik Zamarával, a szövetség vezetőjével, aki meggyőzi, hogy másnap beszéljen a hatalmas boszorkánykonklávén. Közben Apollo Wolfnak, akinek a biztonsági cégéért felel, sikerül Clawdeent Drakulaurához vezetnie. Beszélgetnek, de a lány nem akar elmenni, mivel úgy véli, hogy harcolnia kell a békéért. Clawdeen és barátai Drakulaura nélkül térnek vissza a Monster High-ba, még időben a prefektusi záróbeszédek előtt. Ahol Toralei gyűlöletbeszédet mond, ő a befogadásra szólít fel. Miután Draculaura látja Clawdeen beszédét Seattle-ben, felkészül a hazaindulásra.
Zamara azonban megjelenik, és elmagyarázza, hogy Draculaura a foglya. Mivel éjfélkor öregszik meg, arra fogják használni, hogy halálos átkot szórjanak rá, így éjfélkor minden vámpírt elpusztítanak. Drakulaurát egy szörnyeket visszaverő ketrecben tartják, és bűbáj alá helyezik, hogy megállás nélkül kántálja az átkot, amiből csak akkor tud kiszabadulni, ha valaki megérinti.
Zamara tervét felfedezve Clawdeen, a barátai és Toralei megmentik Draculaurát Seattle-ben. Deuce, Heath és Toralei elterelő hadműveleteket végeznek, míg Frankie segít rövidre zárni a bejárati ajtókat. Zamara megérkezik, hogy meghiúsítsa a mentőakciót, de Ellis kiábrándulva az anyjából, amiért manipulálta őt, segít feltartóztatni, hogy Clawdeen kiszabadíthassa Draculaurát.
Clawdeen az életét kockáztatja, hogy megmentse Drakulaurát, meghajlítja a ketrec rácsait, hogy elérje és megérintse őt, megtörve a varázslatot. Eszméletét vesztve szembesül a Kaszással, de nem hajlandó feladni. Clawdeen magához tér, miután Frankie felélesztette, és felfedezi, hogy Draculaura kitakarított. Az apja jön, gratulál neki, és gondoskodik a foglyokról. Ellis és Drakulaura megbékélnek, és a lány visszamegy az iskolába.
Visszatérve a Monster Highba, a barátok megünneplik Draculaura születésnapját, majd megtudják, hogy Clawdeen-t prefektusnak választották, és ezzel teljesen kiérdemlik Toralei tiszteletét, miközben a közös boszorkánysebhelyek is összekötik őket. Deuce kivesz egy évet, hogy megtalálja önmagát.
A stáblista után Deuce elhagyja a Monster High-t, csakhogy elragadja a Kaszás, aki a Monster High felé tart, és kijelenti: "A halottaknak pihenniük kell. És engem nem fognak még egyszer becsapni." Frankie ezután felébred.

## Szereplők
| Szereplő                       | Színész             | Magyar hang      | Leírás |
| ------------------------------ | ------------------- | ---------------- | --- |
| Clawdeen Wolf                  | Miia Harris         | Czető-Fritz Éva  | Apollo és Selena lánya, Frankie és Draculaura legjobb barátja, valamint Deuce barátnője. Félig vérfarkas, félig ember, és híres szörnyeteggé vált, mivel legyőzte Komost, és segített az embereknek a Monster High-ban.                                                                |
| Frankie Stein                  | Ceci Balagot        | Magyar Viktória  | Frankenstein szörnye, Dr. és Dr. Stein teremtménye, Clawdeen és Drakulaura legjobb barátja. Miután egy nappal ezelőtt új fejlesztéseket kapott, most tanul alkalmazkodni új képességeihez.                                                                                             |
| Draculaura                     | Nayah Damasen       | Boldog Emese     | Drakula gróf lánya, Frankie Stein és Clawdeen Wolf barátja. Bár a boszorkányság gyakorlása megengedett számára, úgy érzi, hogy a családi név terhe nyomasztja. |
| Deuce Gorgon                   | Case Walker         | Penke Bence      | Medusa és Lyra fia, Heath legjobb barátja és Clawdeen párja. |
| Cleo de Nile                   | Jy Prishkulnik      | Kardos Eszter    | Múmia lánya, Lagoona legjobb barátnője és a Monster High rezidens méhkirálynője, aki segít Clawdeen-nek abban, hogy megnyerje a prefektusi címet Toralei ellen. |
| Toralei Stripe                 | Salena Qureshi      | Károlyi Lili     | Két vérmacska lánya, aki Scarisban töltött egy év után visszatér a Monster Highba. Manipulatív és ellenséges, azt akarja, hogy Clawdeen emberi vére miatt elhagyja a Monster High-t. De kiderül, hogy megbízható, miután segít megmenteni Draculaurát a Salemi boszorkányszövetségtől. |
| Drakula gróf                   | Steve Valentine     | Galbenisz Tomasz | Draculaura apja, Vércse barátja és a Monster High Tanács tagja. Drakula továbbra is nyomást gyakorol Draculaurára, és nem hallgat arra, amit ő akar. |
| Vércse                         | Marci T. House      | Nádasi Veronika  | Fej nélküli lovasasszony, aki a Monster High kemény, de igazságos igazgatónője, és szigorúan betartja a szabályokat. |
| Apollo                         | Scotch Ellis Loring | Holl Nándor      | Clnnawdeen apja, aki segít a lányának Drakulaura keresésében. |
| Heath Burns                    | Justin Derickson    | Nagy Gereben     | A Tűzelementálok fia és Deuce legjobb barátja. Az elemeit használja, amikor segít megmenteni Draculaurát. |
| Lagoona Blue                   | Lina Lecompte       | Faluvégi Fanni   | Egy tengeri szörny és egy tengeri nimfa lánya. Ő Cleo legjobb barátja. |
| Ghoulia Yelps                  | Lilah Fitzgerald    | Gyenis Erika     | A zombi lánya. |
| Ellis Ghould                   | Bonale Fambrini     | Timon Barna      | Zamara fia és Draculaura szerelme. Egy új vámpír / boszorkány diák, aki átiratkozott a Monster Highba. Később kiderül, hogy ő egy emberi boszorkány, aki megnyitott egy portált, hogy a boszorkányok beléphessenek a Monster High-ba.                                                  |
| Komos / Edward "Eddy" Hyde Jr. | Kyle Selig          | Kékesi Gábor     | Edward "Eddy" Hyde Sr. fia, akit Clawdeen Cleo telefonját használva kővé változtatott. |

### Magyar változat
- Magyar szöveg: Lai Gábor
- Szinkronrendező: Gaál Erika

A szinkront a Labor Film Szinkronstúdió készítette.

## A film készítése
2022. október 25-én a Mattel és a Nickelodeon bejelentette, hogy zöld utat kap a Monster High: A film folytatása, miután a film a bemutató hetében a Paramount+ első számú gyermek- és családi filmje lett, és a premier hétvégéjén több mint 4 millió nézőt ért el. Todd Holland rendezőként és vezető producerként, Fred Soulie, a Mattel Television senior alelnöke és vezérigazgatója, Phil Breman, a Mattel élőszereplős fejlesztésekért felelős alelnöke és Adam Bonnett vezető producerként is visszatért, a forgatókönyvet Matt és Billy Eddy írta.